# 요제피네 헤닝
요제피네 헤닝(독일어: Josephine Henning, 1989년 9월 8일 ~ )은 독일의 은퇴한 여자 축구 선수로, 포지션은 수비수였다.

## 클럽 경력
요제피네 헤닝은 TuS 이셀 산하 여자 청소년 축구 클럽인 MSG 슈바이히-이셀에서 선수 생활을 시작했으며 2005년에 2. 프라우엔-분데스리가에 소속되어 있던 여자 축구 클럽인 1. FC 자르브뤼켄에 입단했다. 2006-07 시즌에서는 자르브뤼켄의 프라우엔-분데스리가 승격에 기여했고 2007-08 시즌에서는 자르브뤼켄의 여자 DFB-포칼의 준우승에 기여했다.
요제피네 헤닝은 2009년에 1. FFC 투르비네 포츠담으로 이적한 다음에 투르비네 포츠담의 프라우엔-분데스리가 2회 우승, 여자 DFB-할렌포칼 1회 우승, UEFA 여자 챔피언스리그 1회 우승에 기여했다. 2011-12 시즌에서 VfL 볼프스부르크로 이적하여 볼프스부르크의 프라우엔-분데스리가 2회 우승, 여자 DFB-포칼 1회 우승, UEFA 여자 챔피언스리그 2회 우승에 기여했다.
요제피네 헤닝은 2014-15 시즌에서 프랑스 디비지옹 1 페미닌 소속 여자 축구 클럽인 파리 생제르맹으로 이적했다. 2014-15 시즌에서는 파리 생제르맹의 UEFA 여자 챔피언스리그 준우승에 기여했지만 2015-16 시즌 초반에는 부상으로 인해 불참했다. 2016년 2월에는 잉글랜드 FA 여자 슈퍼리그 소속 여자 축구 클럽인 아스널로 이적했고 2015-16 시즌에서는 아스널의 FA 여자컵 우승에 기여했다.
요제피네 헤닝은 2016년 12월에 프랑스 올랭피크 리옹으로 이적하여 2016-17 시즌에서 디비지옹 1 페미닌 우승, 쿠프 드 프랑스 페미닌 우승, UEFA 여자 챔피언스리그 우승에 기여했다. 2017-18 시즌에 아스널로 복귀했으며 2018년 7월 2일에는 축구계에서 은퇴했음을 표명했다.

## 국가대표 경력
요제피네 헤닝은 2007년부터 2008년까지 독일 여자 U-19 축구 국가대표팀 선수로 활동했으며 2008년부터 2011년까지 독일 여자 U-20 축구 국가대표팀 선수로 활동했다. 칠레에서 개최된 2008년 FIFA U-20 여자 월드컵에서는 본선 6경기에 모두 출전하여 독일이 3위를 차지하는 데에 기여했다.
요제피네 헤닝은 2010년 9월 15일에 열린 캐나다와의 친선 경기에 처음 출전하면서 독일 여자 축구 국가대표팀 선수로 데뷔했다. 스웨덴에서 개최된 UEFA 여자 유로 2013, 캐나다에서 개최된 2015년 FIFA 여자 월드컵, 네덜란드에서 개최된 UEFA 여자 유로 2017에 참가했으며 2016년 리우데자네이루 하계 올림픽에서는 본선 6경기 가운데 2경기에 출전하여 독일의 올림픽 여자 축구 금메달에 기여했다.

## 수상

### 클럽
1. FC 자르브뤼켄
- 여자 DFB-포칼 1회 준우승 (2007-08)

1. FFC 투르비네 포츠담
- 프라우엔-분데스리가 2회 우승 (2009-10, 2010-11)
- UEFA 여자 챔피언스리그 1회 우승 (2009-10)
- 여자 DFB-할렌포칼 1회 우승 (2010)

VfL 볼프스부르크
- 프라우엔-분데스리가 2회 우승 (2012-13, 2013-14)
- UEFA 여자 챔피언스리그 2회 우승 (2012-13, 2013-14)
- 여자 DFB-포칼 1회 우승 (2012-13)

파리 생제르맹
- UEFA 여자 챔피언스리그 1회 준우승 (2014-15)

아스널
- FA 여자컵 1회 우승 (2015-16)

올랭피크 리옹
- 디비지옹 1 페미닌 1회 우승 (2016-17)
- 쿠프 드 프랑스 페미닌 1회 우승 (2016-17)
- UEFA 여자 챔피언스리그 1회 우승 (2016-17)

### 국가대표
- 2012년 알가르브컵 우승
- UEFA 여자 유로 2013 우승
- 2014년 알가르브컵 우승
- 2015년 FIFA 여자 월드컵 4위
- 2016년 리우데자네이루 하계 올림픽 여자 축구 금메달